# Битежерис
Би́тежерис (Би́тяжярис, Битэжерис; лит. Bitežeris; устар. Биттенер-зее, нем. Bittehner See) — правобережная пойменная старица излучины нижнего течения реки Неман, в 2 км к востоку от города Неман. Расположена в Лумпенайском старостве на юго-востоке Пагегского самоуправления Таурагского уезда Литвы. Находится на высоте 6,4 метров над уровнем моря, в пределах территории регионального парка Рамбино. Площадь — 0,13 км². Имеет вытянутую форму, ориентированную в направлении северо-запад—юго-восток, длина — 1,62 км, средняя ширина — 70 м. Северо-западная оконечность соединяется протокой с расположенным в километре ниже по течению Немана озером Мергува (Мяргува), а юго-восточная — с озером Юодяжярис (Лангер), находящимся в сотне метров восточнее. Со стороны Немана вдоль берега озера проходит автодорога районного значения 4229 (Вилкишкяй–Битенай–Панямуне).

## Топографические карты
- Лист карты N-34-33 Таураге. Масштаб: 1 : 100 000. Состояние местности на 1984 год. Издание 1987 г.